# Pere Rossell

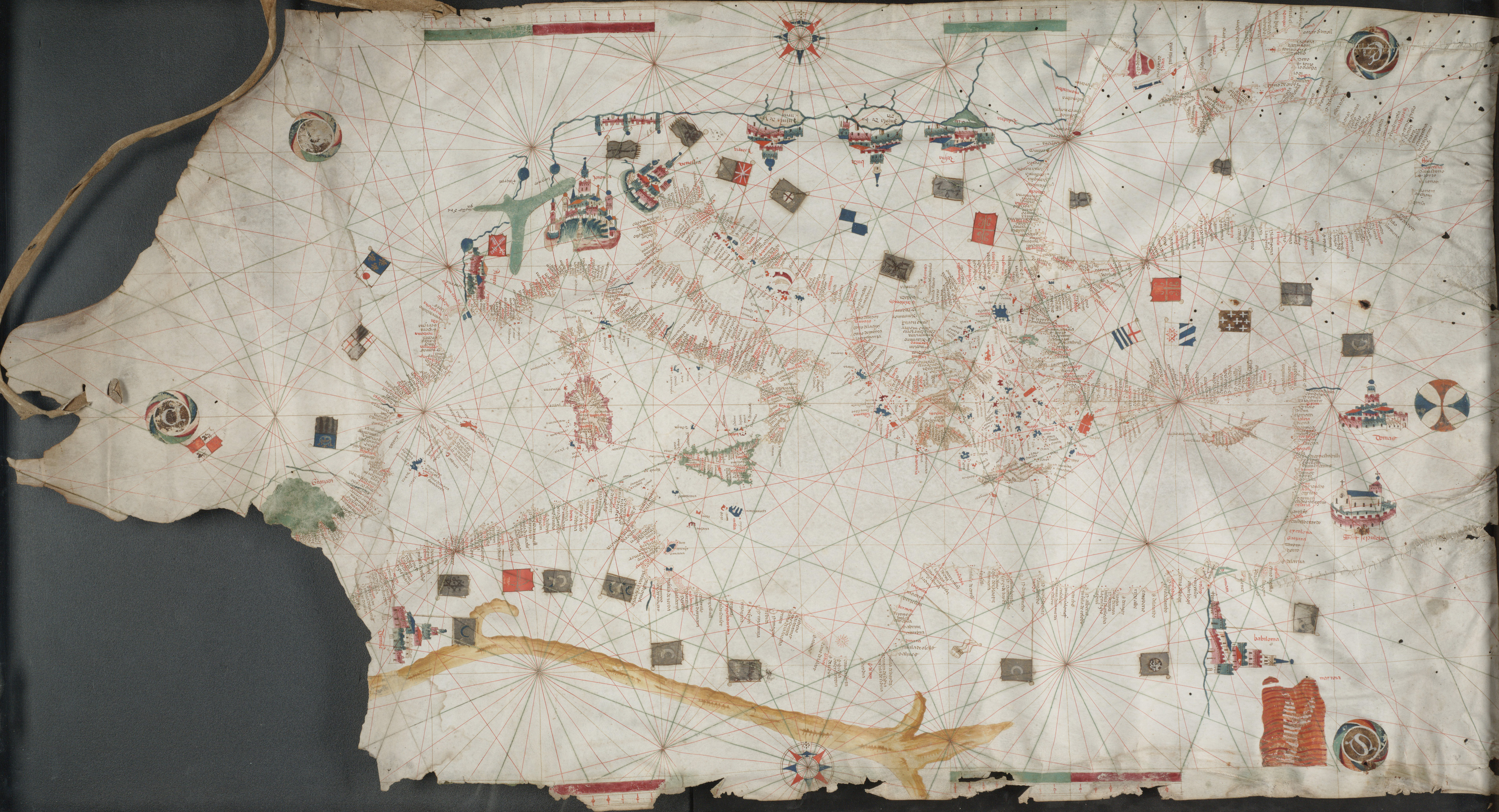
Carta náutica anónima del taller de Pere Rossell, en la Beinecke Rare Book and Manuscript Library de la Universidad Yale

Pere Rossell, fue un cartógrafo mallorquín activo, como mínimo, desde 1446 hasta 1489. Es el cartógrafo medieval mallorquín del que se conservan más cartas, todas ellas firmadas en Mallorca. Asimismo se le atribuyen algunas anónimas y el mapamundi Estense.
Su primera carta conocida, de 1447, informa que está hecha según el arte del genovés Batista Becario, del que también había incorporado varios aspectos Gabriel Vallseca. Esto llevó inicialmente a algunos historiadores a asignarle a Rossell un posible origen italiano, pero actualmente esta hipótesis está descartada. Fue el maestro de Arnau Domènech. Vivió en la parroquia de Santa Cruz de la ciudad de Mallorca, cerca de las atarazanas.
Siguió las convenciones cartográficas y decorativas de la cartografía mallorquina. La lengua de sus mapas es el catalán. No obstante, firmaba sus obras con la forma latina de su nombre, Petrus Roselli.

## Obras conservadas
Cartas firmadas:
- Carta de 1447 en la Biblioteca Guarnacci de Volterra, área mediterránea hasta el Peloponeso y fachada atlántica.
- Carta de 1449 en la Badisches Landesmuseum Karlsruhe área mediterránea
- Carta de 1456 en la Newberry Library de Chicago, área mediterránea y atlántica.
- Carta de 1462 en la Biblioteca Nacional de Francia (Res. Ge. C5090), área mediterránea y atlántica.
- Carta de 1464 en el Germanisches Nationalmuseum de Nuremberg, área mediterránea y atlántica.
- Carta de 1465 en el Museo Británico, (Eg. 2712), área mediterránea y atlántica.
- Carta de 1466 en la Biblioteca del Príncipe Corsini, de Florencia, área mediterránea y atlántica.
- Carta de 1468 en la Hispanic Society de Nueva York, (K 35), área mediterránea y atlántica.

Mapas anónimos atribuidos:
- Mapamundi circular sin fecha, hacia 1450-60, en la Biblioteca Estense de Módena (CGA 1). Mapamundi completo ( Europa, África y Asia).
- Carta sin fecha, hacia 1466 en la Biblioteca Nacional de Francia (Res. Ge. C5096), área mediterránea occidental y atlántica.
- Carta sin fecha, hacia 1483 en la Biblioteca Nacional de Francia (Res. Ge. C15118), área mediterránea.
- Carta de 1487, en el Archivo de Estado de Florencia, área mediterránea y atlántica.
- Carta sin fecha, en la Biblioteca Estense de Módena (CGA 5b), área mediterránea y atlántica.
- Carta sin fecha, en la Beinecke Rare Book and Manuscript Library, Universidad Yale de New Haven, área mediterránea y atlántica. En los años 1920 se encontraba en la Ludwig Rosental de Múnich .

## Reconocimientos
En el suroeste de la isla de Formentera una montaña sumergida lleva su nombre.